# Chlumec nad Cidlinou
Chlumec nad Cidlinou (in tedesco Chlumetz an der Zidlina) è una città della Repubblica Ceca facente parte del distretto di Hradec Králové, nella regione omonima.

## Monumenti e luoghi d'interesse

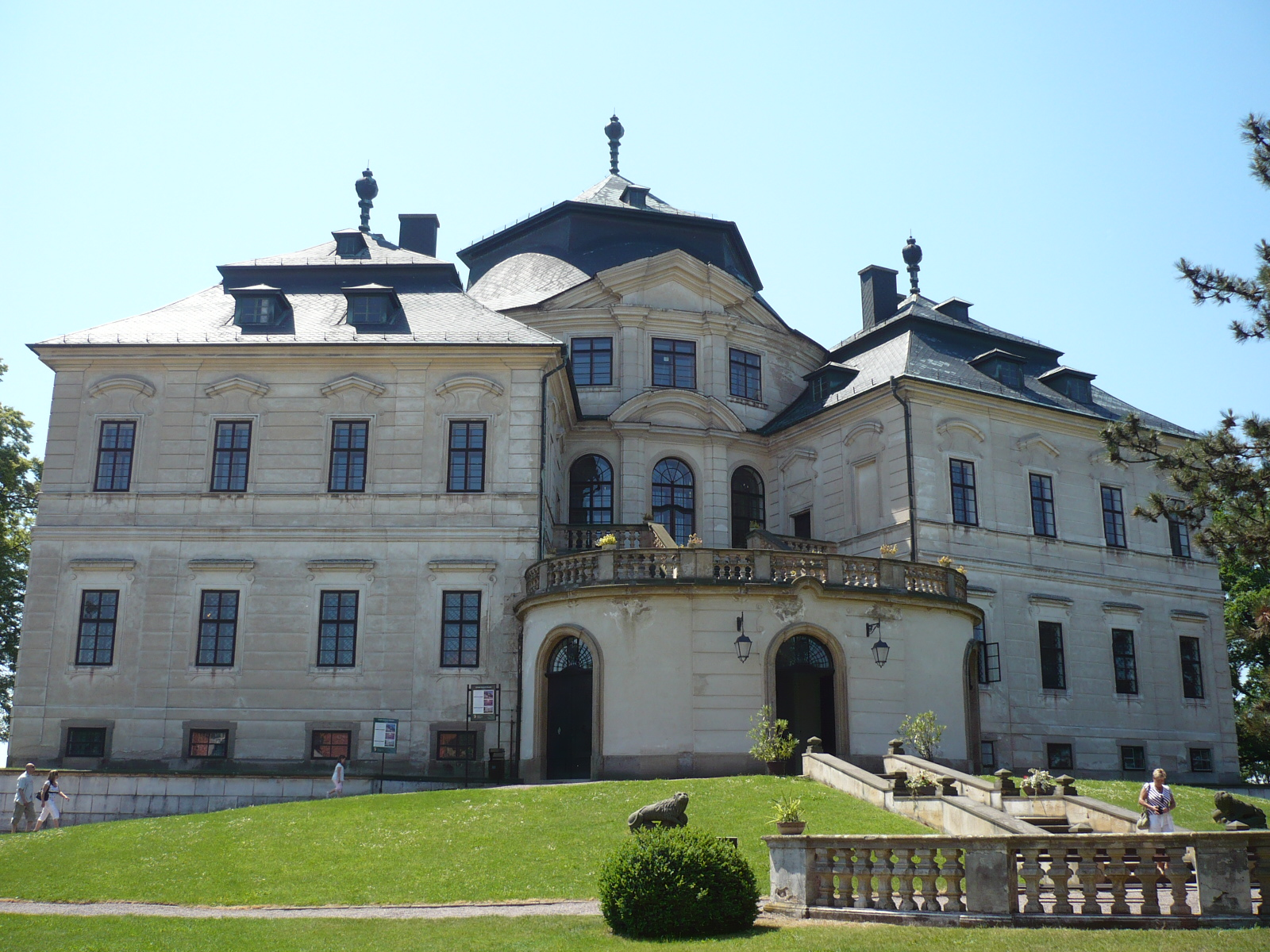
Castello barocco di Karlova Koruna

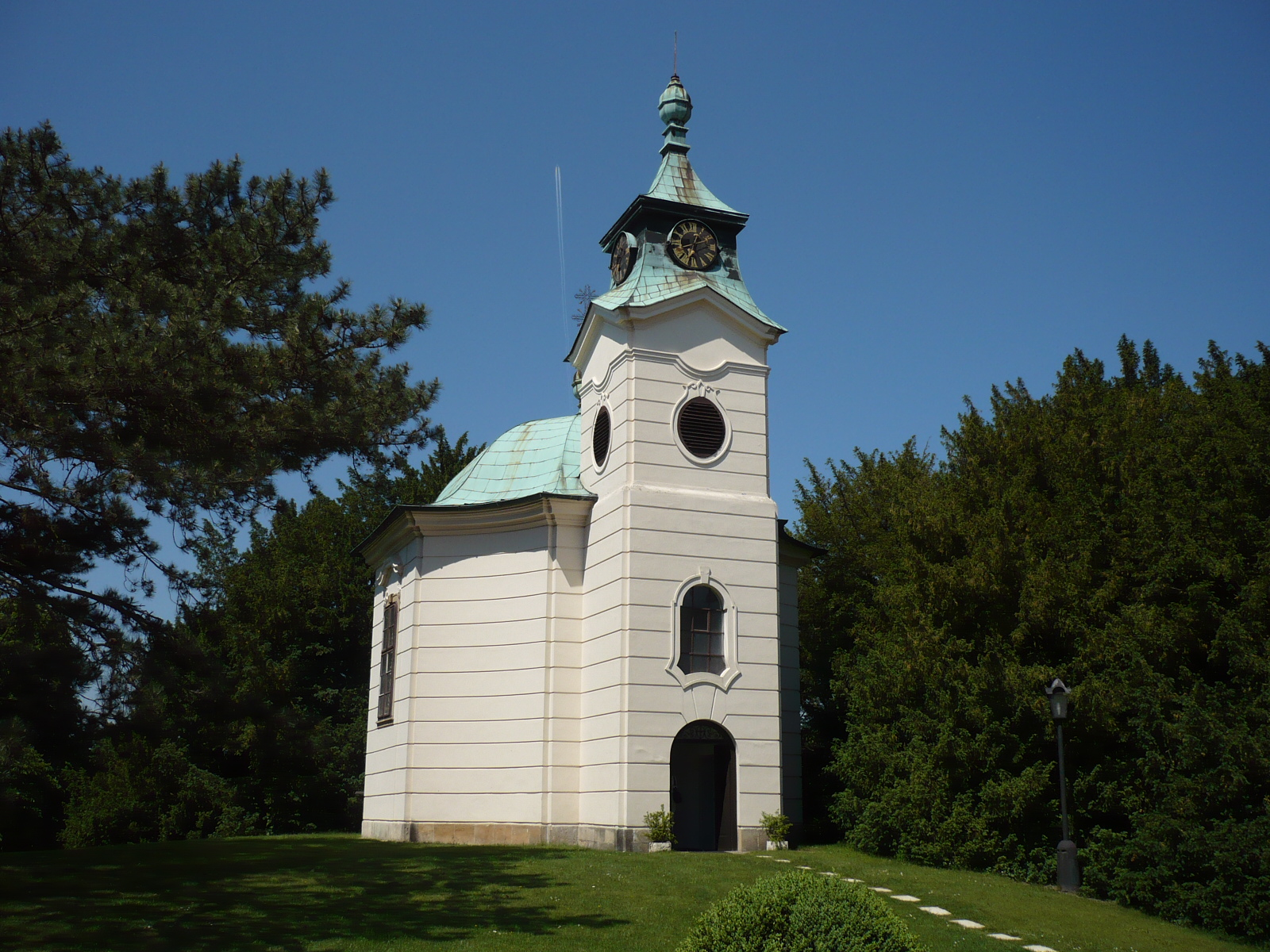
Cappella dell'Annunciazione della Vergine Maria

- Castello di Karlova Koruna. Si tratta di un castello barocco costruito per il nobile František Ferdinand Kinsky negli anni 1721-1723, su progetto dell'architetto di origini italiane Jan Blažej Santini-Aichel.[3] Nel 1943 il castello venne praticamente distrutto da un incendio, ma fu ristrutturato negli anni sessanta per divenire sede di una esposizione permanente di arte ceca barocca.  Nel 1992 la proprietà del castello è stata restituita alla famiglia Kinsky. Gli interni conservano arredi antichi e i ritratti dei membri della famiglia Kinsky, mentre l'ampio parco ospita anche un allevamento di cavalli.
- Cappella dell'Annunciazione della Vergine Maria